# Ruiloba
Ruiloba – gmina w Hiszpanii, w prowincji Kantabria, w Kantabrii, o powierzchni 15,13 km². W 2011 roku gmina liczyła 805 mieszkańców.